# Trattpetunia
Trattpetunia (Petunia inflata) är en potatisväxtart som beskrevs av R. E. Fries. Trattpetunia ingår i släktet petunior, och familjen potatisväxter. Arten förekommer tillfälligt i Sverige, men reproducerar sig inte.